# Lenzia chamaepitys
Lenzia es un género monotípico perteneciente a la familia Montiaceae. Su única especie: Lenzia chamaepitys, es originaria de Sudamérica donde se encuentra en Chile y Argentina.

## Taxonomía
Lenzia chamaepitys fue descrita por Rodolfo Amando Philippi y publicado en Linnea 33: 222. 1864